# Festival de la manzana
Festival de manzana (en azerí: Alma bayramı ) es un festival cultural que se celebra anualmente en los días de cosechar manzanas en Quba, Azerbaiyán.
En Azerbaiyán este festival fue organizado por primera vez en el año 2012. El festival presenta gastronomía de Azerbaiyán principalmente las manzanas de Quba. También esta fiesta se llama "Festín de Manzana" porque este festival se dedica no sólo a manzanas pero a otros cultivos de fruta.
En los días de la fiesta en la ciudad de Quba - el centro de horticultura de Azerbaiyán se celebraron las exposiciones donde los jardineros demostraron diferentes variedades de manzanas y varios productos de ellos.